# István, a király
István, a király (deutsch Stephan, der König) ist eine 1983 uraufgeführte ungarische Rockoper. Die Musik wurde von Levente Szörényi komponiert, die Texte stammen von János Bródy. Das Werk basiert auf dem Theaterstück Ezredforduló (Jahrtausendwende) von Miklós Boldizsár, der auch Koautor des Librettos war. Die Rockoper behandelt die Thronbesteigung des ersten ungarischen Königs Stephan I. im Jahr 1000.

## Handlung
Nach dem Tod von Großfürst Géza ist es offen, wer sein Nachfolger werden soll: gemäß der neuen christlichen Regel sein bereits zum Christentum übergetretener Sohn Stephan oder nach alter Stammestradition der nunmehrige Stammesälteste Koppány, Gézas Cousin. Koppány fürchtet, dass unter dem mit der deutschen Herzogstochter Gisela von Bayern verheiratete Stephan, der den Papst anerkennt, Ungarn unter fremden Einfluss geraten und die alten Traditionen verlieren wird. Stephan bietet ihm den Thron an, wenn er sich zum Christentum bekehrt, was Koppány aber entrüstet ablehnt. Keiner will sich dem anderen unterwerfen, so dass es schließlich zu einer Schlacht kommt, in der Stephan siegt. Koppánys Tochter Reka, die bereits zum Christentum übergetreten ist, bittet Stephan um Gnade für die Besiegten. Auf Betreiben seiner Mutter Sarolt lehnt Stephan das schweren Herzens ab und lässt Koppány zur Abschreckung vierteilen. Danach wird Stephan zum König gekrönt.

## Uraufführung
Die Uraufführung erfolgte am 18. August 1983 als Open-Air-Veranstaltung im Budapest Park Városliget. Die meisten Hauptrollen waren mit Sängern ungarischer Rockbands besetzt. Den Prolog Wem gibst du das Land? sang der Sänger der Gruppe Illés und Komponist der Rockoper, Levente Szörényi.

## Film
Die Uraufführung wurde aufgezeichnet und kam 1984 als Spielfilm (Dauer: 1:40 h) in die Kinos. In der DDR erfolgte die Premiere am 20. September 1985.